# 2666 (소설)
2666은 로베르토 볼라뇨가 쓴 소설이다. 총 5부로 이루어져 있다.
2003년 볼라뇨가 사망한 후에 출간된 유작이다. 본래 작품은 사망하기 전 5년에 걸쳐 작성한 것이며, 걷잡을 수 없는 악의 급류를 거슬러 올라가 파헤치고, 악의 본질과 태동에 관해 이야기하고 있다. 볼라뇨는 유언으로 이 책을 꼭 다섯 권으로 나누어 출간해줄 것을 요청하였으나, 유언집행인은 이 유언을 뒤집고 한 권으로 출판했다. 대한민국에서 번역 출간할 때는 원 책과 달리 본래대로 다섯 권으로 나누어 출간되었다.
이 소설에서 사건의 집결지가 되는 '산타 테레사'라는 곳은 멕시코에 있는 후아레스를 모델로 한 것이다. 출간된 후 전세계적인 베스트셀러가 되었으며 2013년 한국에 번역 출간되었다. 100여명이 넘는 여성의 연쇄살인 사건을 주요 소재로 다루고 있다.

## 평가
미국에서는 뉴욕타임스가 "하나의 문학 형식으로써 소설이 어디까지 도달할 수 있는지를 보여 주는 기념비적인 작품"이라고 극찬했으며, 워싱턴포스트는 "이 작품으로 볼라뇨는 프루스트, 조이스, 핀천 같은 20세기 대가들과 어깨를 나란히 하며 불멸의 작가 반열에 오르게 됐다"라고 평가했다. 또한 칠레와 스페인에서는 각종 문학상을 수상했으며, 2008년에는 뉴욕타임스에서 '2008년 최고의 책'으로 선정했다.

## 참고 문헌
- 로베르토 볼라뇨 필생의 역작…'2666' 출간, 연합뉴스, 2013년 12월 24일 작성.